# Vandy (Fluss)
Der Vandy ist ein kleiner Fluss im Norden von Frankreich, der in den Départements Aisne und Oise der Region Hauts-de-France südöstlich der Stadt Compiègne verläuft.

## Geografie

### Verlauf
Der Vandy entspringt im Ortsgebiet von Vivières, nennt sich im Oberlauf abschnittsweise auch Ru de Longavesne und Ru de Sainte-Clotilde, entwässert generell Richtung Nordwest und mündet nach rund 16 Kilometern im Gemeindegebiet von Cuise-la-Motte als linker Nebenfluss in die Aisne.

### Orte am Fluss
(Reihenfolge in Fließrichtung)
- Vivières
- Marival, Gemeinde Taillefontaine
- Roy Saint-Nicolas, Gemeinde Mortefontaine
- Chelles
- Martimont, Gemeinde Croutoy
- Roilaye, Gemeinde Saint-Étienne-Roilaye
- Cuise-la-Motte
- La Motte, Gemeinde Cuise-la-Motte